# Columbia (Mississippi)
Columbia é uma cidade localizada no estado americano de Mississippi, no Condado de Marion.

## Demografia
Segundo o censo americano de 2000, a sua população era de 6603 habitantes.
Em 2006, foi estimada uma população de 6523, um decréscimo de 80 (-1.2%).

## Geografia
De acordo com o United States Census Bureau tem uma área de
16,5 km², dos quais 16,5 km² cobertos por terra e 0,0 km² cobertos por água.

## Localidades na vizinhança
O diagrama seguinte representa as localidades num raio de 36 km ao redor de Columbia.